# Hưng Hóa (tỉnh)
Bài này nói về một tỉnh cũ ở Việt Nam. Xem các nghĩa khác tại Hưng Hóa (định hướng)
Hưng Hóa (Hán-Việt: 興化省) là một tỉnh cũ của Việt Nam vào nửa cuối thế kỷ 19. Tỉnh Hưng Hóa được thành lập năm 1831. Đây là một trong số 13 tỉnh được thành lập sớm nhất ở Bắc Kỳ.

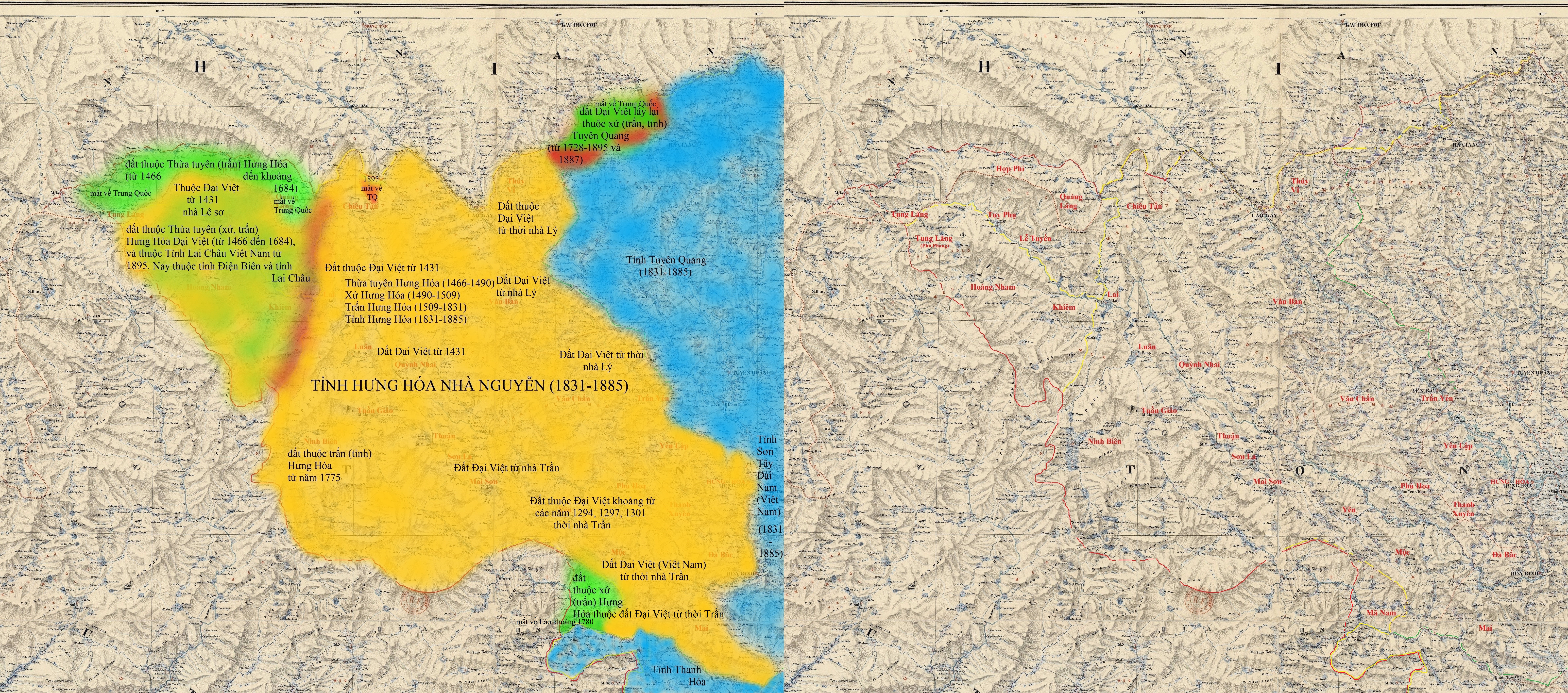
Hưng Hóa với vị trí các địa danh châu huyện thuộc các phủ Quy Hóa, An Tây, Điện Biên, Gia Hưng của xứ Hưng Hóa tiếp giáp Trung Quốc, và Lào gồm (Văn Bàn, Thủy Vĩ, Chiêu Tấn, Quảng Lăng, Hợp Phì, Tuy Phụ, Hoàng Nham, Lễ Tuyền, Tung Lăng, Khiêm, Lai, Luân, Thuận, Tuần Giáo, Ninh Biên, Quỳnh Nhai, Sơn La, Mai Sơn, Yên, Phù Hoa, Mộc, Đà Bắc, Mã Nam, Mai, Thanh Xuyên, Yên Lập, Văn Chấn và Trấn Yên).

## Tên gọi Hưng Hóa

Biên giới Việt Nam-Trung Quốc vào đầu nhà Thanh Trung Quốc (khoảng 1650), trong đó đoạn phía tây là biên giới giữa xứ Hưng Hóa Đại Việt với tỉnh Vân Nam Đại Thanh, so với biên giới Việt Nam-Trung Quốc ngày nay.

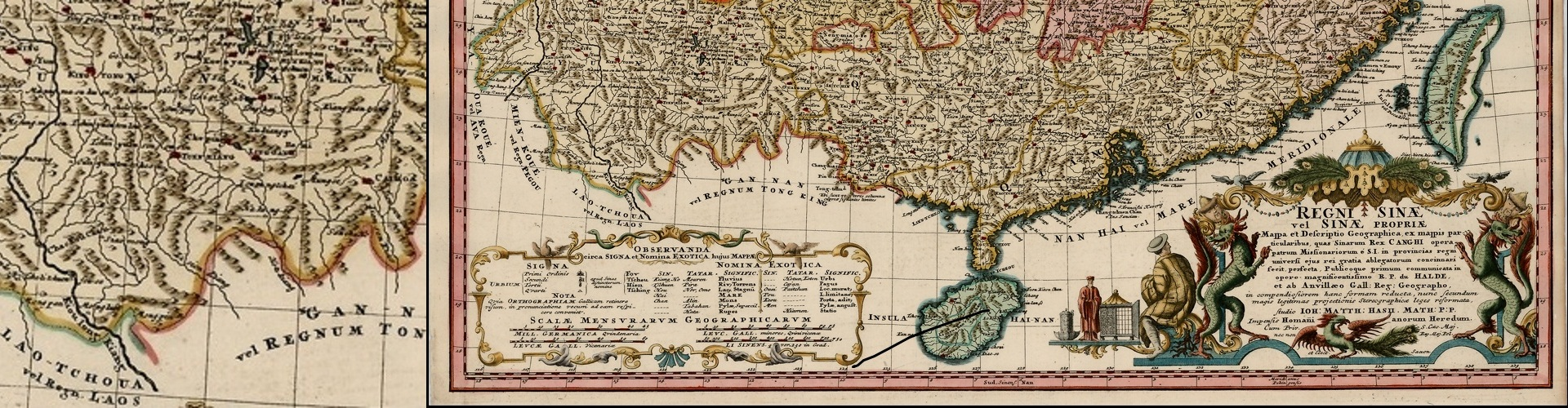
Biên giới Việt Nam-Trung Quốc vào đầu nhà Thanh Trung Quốc (năm 1740), trong đó đoạn phía tây là biên giới giữa xứ Hưng Hóa Đại Việt với tỉnh Vân Nam Đại Thanh.

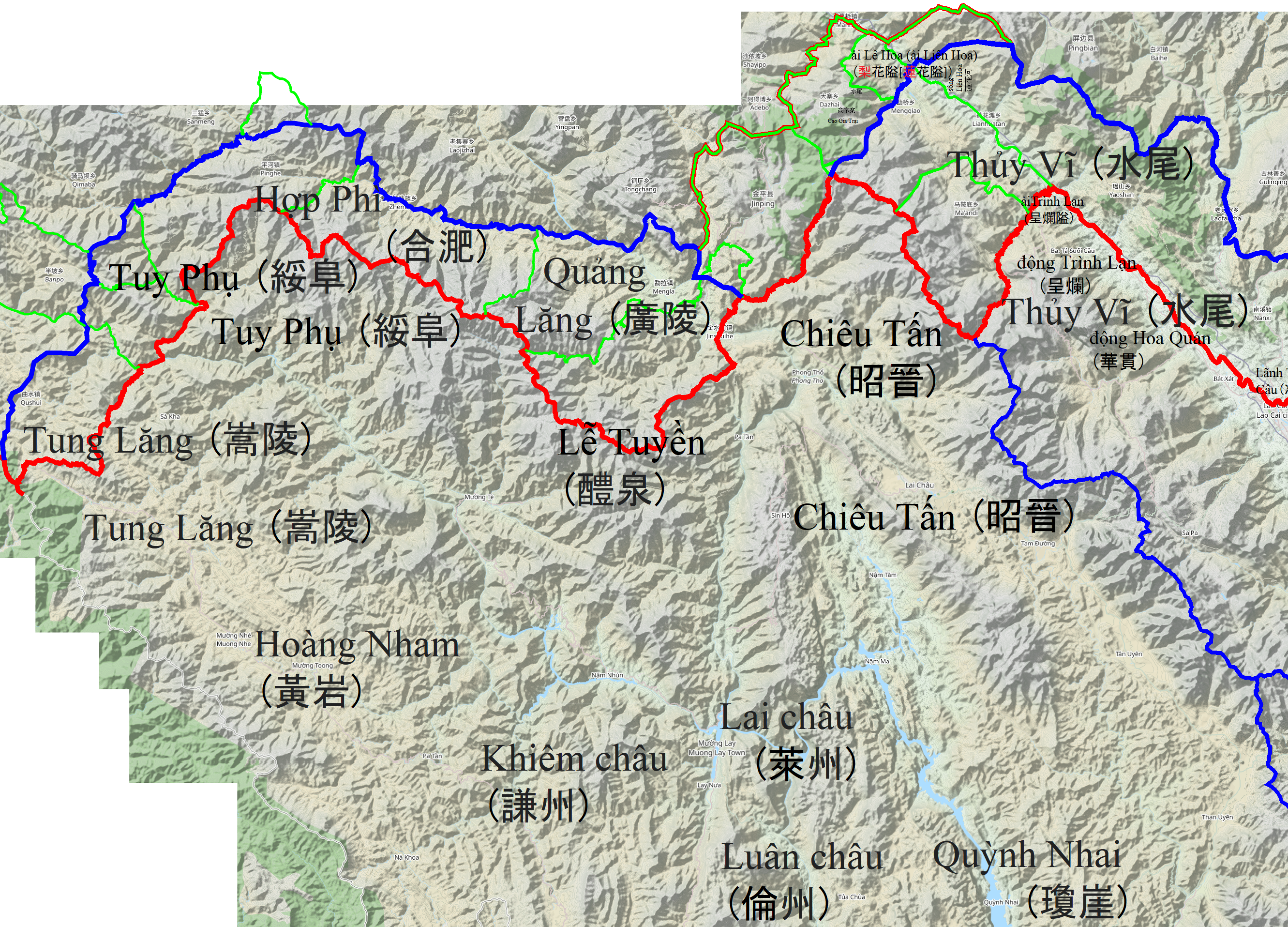
Bản đồ châu Phục Lễ (復醴), sau là phủ An Tây thừa tuyên Hưng Hóa của Đại Việt thời Lê sơ.

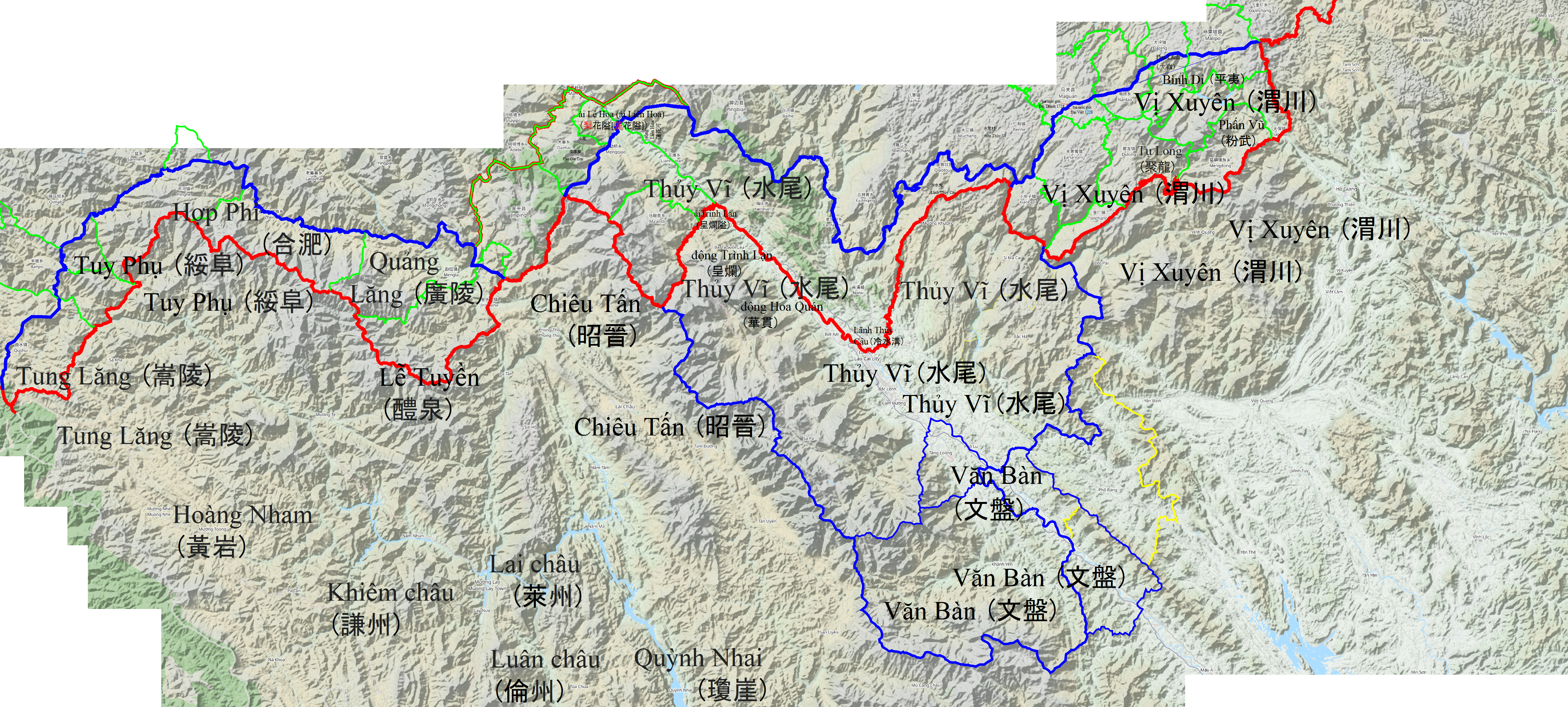
Bản đồ châu Thủy Vĩ phủ Quy Hóa trấn Hưng Hóa nước Đại Việt thời Hậu Lê.

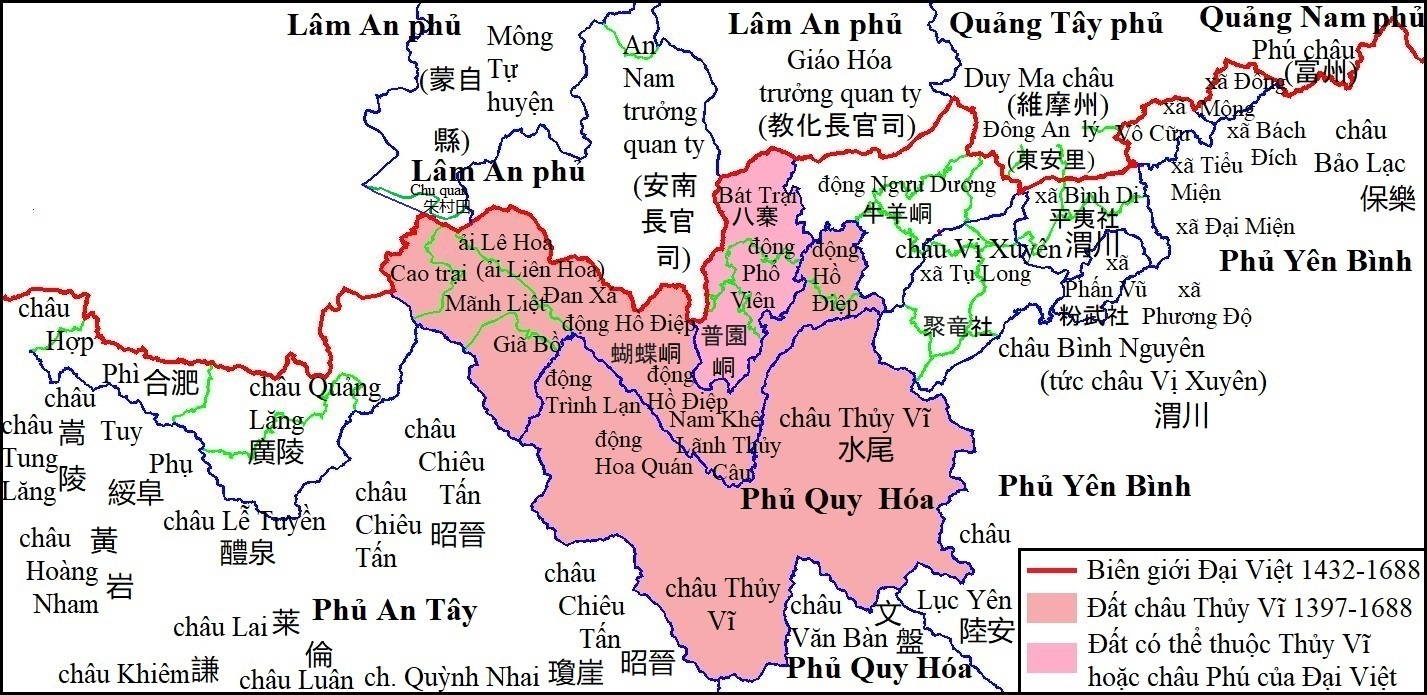
Bản đồ châu Thủy Vĩ thời kỳ 1397 - 1688, trên vùng biên giới Đại Việt - Đại Minh 1428-1644, và biên giới Đại Việt - Đại Thanh 1644-1688.

Tiền thân của tỉnh Hưng Hóa là đạo thừa tuyên Hưng Hóa, rồi trấn Hưng Hóa. Hưng Hóa nguyên là đạo Đà Giang thời Trần gồm 2 phủ Quy Hóa (Lào Cai, Yên Bái, vùng đất trung lưu sông Hồng) và Gia Hưng (Sơn La (Mộc Châu, Yên Châu, Phù Yên, Mai Sơn, Thuận Châu), Hòa Bình, vùng đất hạ lưu sông Đà và giữa sông Đà và Sông Mã). Đến năm 1431, Lê Lợi thu phụ Đèo Cát Hãn, có thêm châu Phục Lễ (Mường Lễ), vùng thượng lưu sông Đà do Đèo Cát Hãn cai quản, từng là châu Ninh Viễn của Vân Nam, nhập về. Châu Phục Lễ là đất căn bản của phủ An Tây xứ Hưng Hóa gồm 10 châu (Lai Châu, Luân Châu, Quỳnh Nhai, Chiêu Tấn, Khiêm Châu, Tuy Phụ, Hoàng Nham, Hợp Phì, Tung Lăng, Lễ Tuyền).
Tháng 6 âm lịch Năm Quang Thuận thứ bảy (1466), vua Lê Thánh Tông đặt 13 đạo thừa tuyên là Thanh Hóa, Xứ Nghệ An, Thuận Hóa, Thiên Trường, Nam Sách, Quốc Oai, Bắc Giang, An Bang, Tuyên Quang, Thái Nguyên, Lạng Sơn, phủ Trung Đô và Hưng Hóa.
Đây là lần đầu tiên từ "Hưng Hóa" được nhắc tới trong sử sách Việt Nam ở cấp một đơn vị hành chính (gần như cấp tỉnh ngày nay). Tuy nhiên, từ Hưng Hóa đã được nhắc tới từ những năm 1419 như là một xứ. Đạo thừa tuyên Hưng Hóa bao gồm đất đai thuộc các tỉnh Điện Biên, Lai Châu, Lào Cai, Yên Bái, Sơn La, Hòa Bình (vùng Tây Bắc Bộ) và Phú Thọ (vùng Đông Bắc Bộ) ngày nay, cùng một phần lãnh thổ Lào (thuộc các tỉnh Hủa Phăn, Xầm Nưa) và một phần tỉnh Vân Nam Trung Quốc hiện nay. Không biết chính xác ai là người đầu tiên thay mặt vua cai quản đạo thừa tuyên này. Tuy nhiên, sách Đại Việt sử ký toàn thư có chép:
Năm Quang Thuận thứ tám 1467...tháng ba... lấy Hưng Hóa thừa tuyên sứ tham nghị Nguyễn Đức Du làm ngự sử đài thiêm đô ngự sử; tri phủ Quy Hóa Nguyễn Thúc Thông làm Hưng Hóa thừa tuyên sứ tham nghị.
Như vậy, có thể ông Nguyễn Đức Du là người đầu tiên cai quản vùng đất có tên gọi khi đó là thừa tuyên Hưng Hóa. Năm 1469, vua Lê Thánh Tông chia đạo thừa tuyên Hưng Hóa thành 3 phủ gồm 4 huyện, 17 châu. Sách Khâm định Việt sử thông giám cương mục viết rằng:
- Phủ Quy Hóa quản lĩnh 3 huyện: Trấn Yên, Yên Lập, Văn Chấn và 2 châu: Văn Bàn, Thủy Vĩ.
- Phủ Gia Hưng quản lĩnh 1 huyện: Thanh Xuyên và 5 châu: Phù Hoa, Mộc Châu, Việt Châu (Yên Châu), Mai Châu, Thuận Châu (Mường Mỗi). Giữa thời Hậu Lê, chia nhỏ Thuận Châu ra làm 4, một phần vẫn giữ làm Thuận Châu, tách thêm 3 châu Tuần Giáo, Mai Sơn và Sơn La. Đến năm 1775, phủ Gia Hưng được quy nạp thêm xứ Mường Thanh (châu Ninh Biên) vốn do Hoàng Công Chất chiếm cứ trước đó. Cũng khoảng lúc đó chia châu Mộc làm 3 châu: Mộc Châu, Đà Bắc, Mã Nam.
- Phủ Yên Tây quản lĩnh 10 châu: Luân Châu (Mường Báng), Quỳnh Nhai (Mường Chăn), Lai Châu (Mường Lễ), Chiêu Tấn (Mường Thu), Lễ Toàn (Lễ Tuyền), Hoàng Nham, Tuy Phụ, Hợp Phì, Tung Lăng (Quảng Lăng) và Kiêm Châu (Châu Khiêm). Phủ An Tây (Phục Lễ) nằm kẹp giữa 2 phủ Gia Hưng và Quy Hóa.

Năm Hồng Đức thứ 21 (1490) đổi là xứ Hưng Hóa. Đời Hồng Thuận (1509-1516) trở thành trấn Hưng Hóa. Đến năm 1831 là tỉnh Hưng Hóa.
Theo Lê Quý Đôn: Châu Tuy Phụ (綏阜) thổ âm gọi là Mường Tè (芒齊) có 2 động là: Nậm Mạ và Nậm Lân. Châu Hoàng Nham (黃岩) thổ âm gọi là Mường Tông (Mường Toong), có 2 động là: Ngà và Mỏ Sạch. Động Ngà có mỏ Vàng còn Mỏ Sạch là đất mỏ sắt. Châu Tung Lăng (嵩陵) thổ âm gọi là Phù Phang, có 3 động là: Cống Võng, Nậm Cảm và Suối Vàng. Châu Khiêm (謙州) thổ âm gọi là Mường Tinh (Nay không rõ ở đâu, nhưng có thể là Mường Tía (M.Tía) nằm phía phải sông Đà (bờ Nam) khoảng giữa Mường Toong và Mường Lễ. Cũng có thể là M.Boum và M.Mo (bờ trái sông Đà nay khoảng xã Bum Nưa, Bum Tở huyện Mường Tè nằm giữa xã Mường Toong (Hoàng Nham xưa) và thị xã Mường Lay (Mường Lễ xưa), theo đoạn viết về sông Đà bên dưới). Châu Lễ Tuyền (醴泉) thổ âm gọi là Mường Bẩm (có thể là mường Boum (M.Boum), nhưng cũng có thể là địa danh M.Léo (gần Ki Ma Pa (骑马坝)) trong bản đồ Bắc Kỳ năm 1902 mà nay là khoảng hương Bán Pha (半坡) huyện Lục Xuân châu Hồng Hà tỉnh Vân Nam Trung Quốc). Châu Hợp Phì (合淝) thổ âm gọi là Trình Mi (呈眉) (tức là Mường Mì hay Xiềng My, nay là hương Giả Mễ (者米乡, Zhe-mi-xiang) huyện Kim Bình châu Hồng Hà tỉnh Vân Nam). Châu Quảng Lăng (廣陵), (khác với Tung Lăng), thổ âm gọi là Mường La (nay là hương Mường Lạp, Meng-la-xiāng (勐拉乡) huyện Kim Bình châu Hồng Hà tỉnh Vân Nam Trung Quốc), có 3 phố người Hoa là: Hồ Quảng, Quảng Tây và Khai Hóa, nằm bên dưới 6 châu kể trên và bên trên châu Chiêu Tấn. (Quan niệm trên dưới của Lê Quý Đôn có lẽ là theo hướng đường bộ đi từ Mường Thu (Chiêu Tấn) qua Quảng Lăng mới đến 6 châu kể trên.) Cả bảy châu này (6 châu tên Việt Nam, 1 châu tên Trung Quốc) đến thời Lê Quý Đôn đều mất về Trung Quốc. Riêng về châu Quảng Lăng, Lê Quý Đôn viết: "Châu Quảng Lăng thổ âm là Mường La, bên trái sông Kim Tử (Trung Quốc) và ở phía trên châu Chiêu Tấn, đi từ Mường Thu phải 2 ngày, từ Văn Bàn phải 6 ngày, từ Kinh ra đi phải 26 ngày. Trước châu này bị viên huyện Kiến Thủy (Trung Quốc) chiếm riêng, đến nay (năm Đinh Dậu niên hiệu Cảnh Hưng) đã 93 năm,..." Như thế châu Quảng Lăng (tên châu Trung Quốc) đã mất về Trung Quốc khoảng những năm 1684 niên hiệu Chính Hòa nhà Lê, và Khang Hy nhà Thanh.
Mặt khác, Lê Quý Đôn viết về sông Đà như sau:"... Sông Đà ở về bên trái sông Mã, phát nguyên từ châu Ninh Viễn tỉnh Vân Nam Trung Quốc, chảy đến bên phải chỗ ngã ba thuộc huyện Kiến Thủy,... (Đoạn này Quý Đôn nói về sông Mê Kông và nhầm 2 sông thông với nhau) ..., về đường chính có một chi chảy xuống làm thành sông Hắc Thủy, chảy qua Tuy Phụ (Mường Tè), Hoàng Nham (Mường Tông), Khiêm Châu đến Mường Lễ thuộc Lai Châu nước ta. Về bên trái là sông Na, từ sông Kim Tử (Kim Thủy Hà (金水河)) châu Quảng Lăng (Mãnh Lạp (勐拉, Meng La)) chảy đến hội tụ, đấy là sông Đà, nước sông trong suốt, chảy xuống các động Phù Tây, Hảo Tế thuộc châu Quỳnh Nhai,..."

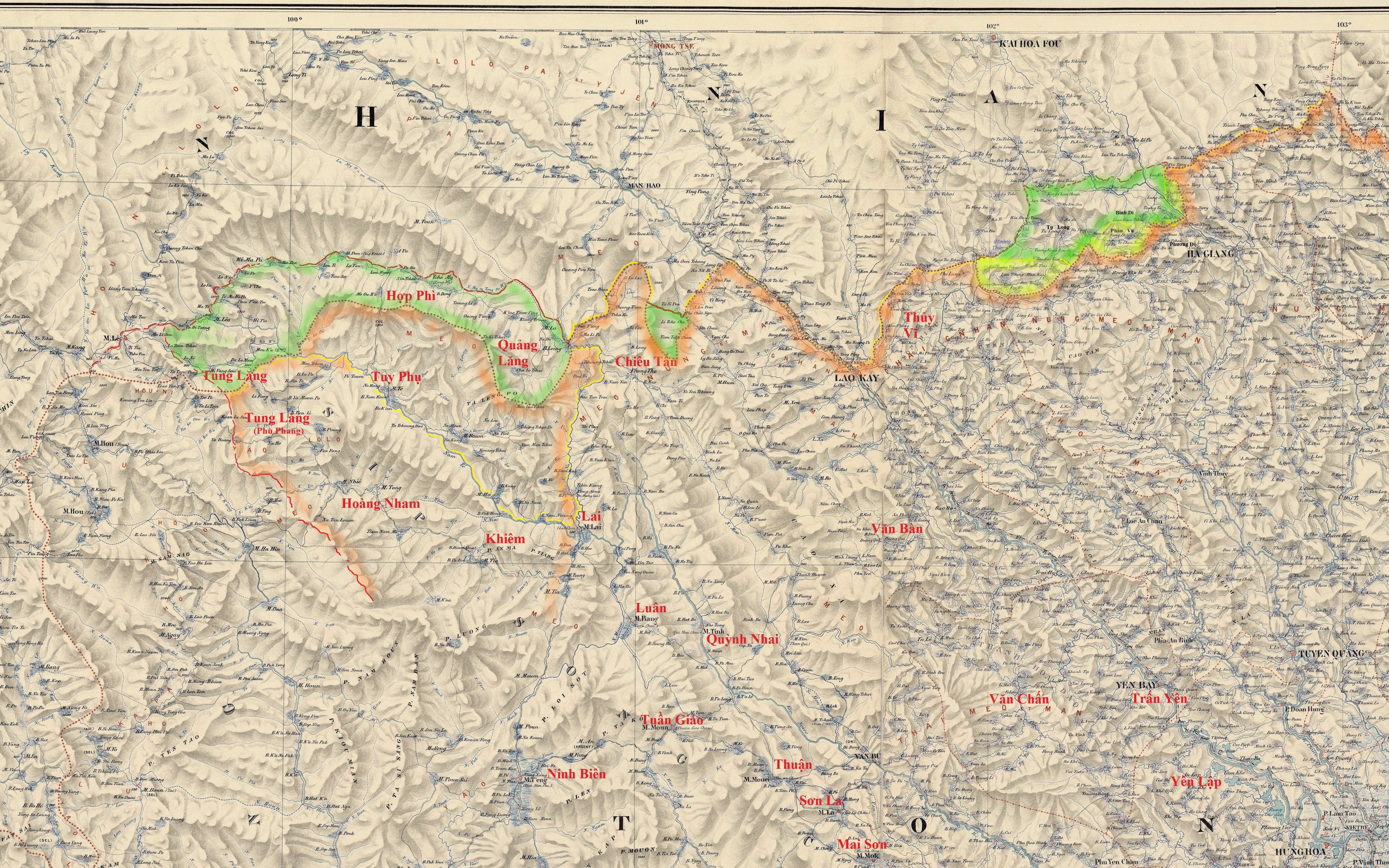
Các địa danh vùng biên giới tây bắc giữa tỉnh Hưng Hóa (Việt Nam) với tỉnh Vân Nam (Trung Quốc) vào đầu thế kỷ 20, được cho là 7 châu (trừ Chiêu Tấn) Việt Nam mất về Trung Quốc: Mường La-Quảng Lăng, Mường Tè-Tuy Phụ, Mường Tong-Hoàng Nham, Phong Thổ-Chiêu Tấn, Mường Boum hoặc M.Léo-Lễ Tuyền, Tché My (Xiềng My)-Hợp Phì, Khiêm Châu - Mường Tinh (M.Tía), Tung Lăng - Phù Phang (Pou Fang gần Mường Nhé (M.Nhié)) hoặc Quảng Lăng (Ta Leng Po).

Đại Nam nhất thống chí, tỉnh Hưng Hóa viếtː "Xét Hưng Hóa phong thổ lục của Hoàng Trọng Chính chép: Châu Tung Lăng có tên nữa là châu Quảng Lăng, thổ âm gọi Mường La, phía trên liền với đất nước Thanh, phía dưới giáp châu Lai và châu Chiêu Tấn. Đất có mỏ vàng. Từ lúc binh lửa [đánh dẹp Hoàng Công Chất], phụ đạo phụ thuộc nước Thanh, nộp thuế đã hơn 60 năm. Hằng năm phải nộp 6 dật 6 lạng bạc. Người Thanh đã mở 3 phố, có dân Hồ Quảng ở về phía tây không gánh chịu lao dịch bản trấn. Châu Hoàng Nham ở giáp biên giới, nhật trình đường đi cũng như châu Tung Lăng… Chiêu Tấn đến Tung Lăng 2 ngày, tức là đất Mường La, phụ đạo là Đèo Quốc An; đến Kim Lăng và Nậm Bàn 1 ngày; đến Trình Mỳ (tức châu Hợp Phì) 1 ngày, phụ đạo là Lý Văn Đệ; đến châu Lễ Tuyền 1 ngày, phụ đạo là Hoàng Ý Long. Lại một con đường từ Mường La đến Trình Thanh tức châu Tung Lăng 4 ngày, đến phủ Lâm An nước Thanh 4 ngày. Một đường đi Mường Tè: từ châu Lai đến Mường Tông 2 ngày, tức châu Hoàng Nham, phụ đạo là Quảng Tương; đến Mường Tè 3 ngày, tức châu Tuy Phụ, phụ đạo là Chưởng Bom; đến Bắc Mã 1 ngày; đến Mường U 1 ngày; đến Mường Nhuệ và Mường Đông 1 ngày; đến Ngưu Thao 1 ngày. Thế là từ châu Lai đi Mường Tè đến Ngưu Thao cộng 9 ngày..."

## Địa lý
Theo Hưng Hóa kỷ lược của Phạm Thận Duật thì địa giới tỉnh Hưng Hóa có vị trí địa lý:
- Phía đông giáp phủ Lâm Thao tỉnh Sơn Tây
- Phía tây giáp các huyện Kiến Thủy phủ Lâm An và Văn Sơn phủ Khai Hóa tỉnh Vân Nam Trung Quốc (thời nhà Thanh), các nước Nam Chưởng và Xa Lý (nay là các tỉnh Louangphabang, Phongsali của Lào)
- Phía nam giáp châu Quan Hóa (nay là huyện Quan Hóa Thanh Hóa), huyện Trình Cố tỉnh Thanh Hóa nhà Nguyễn (nay là các huyện Muang Et, Xiengkhor, Sop Bao tỉnh Hủa Phăn, Lào) và huyện Lạc Yên tỉnh Ninh Bình nhà Nguyễn (nay là các huyện Lạc Sơn, Tân Lạc, Yên Thủy tỉnh Hòa Bình)
- Phía bắc giáp với châu Thu[6] tỉnh Tuyên Quang nhà Nguyễn (tức Thu Châu hay châu Thu Vật (trước 1823)[7], nay là phần đất huyện Yên Bình tỉnh Yên Bái).

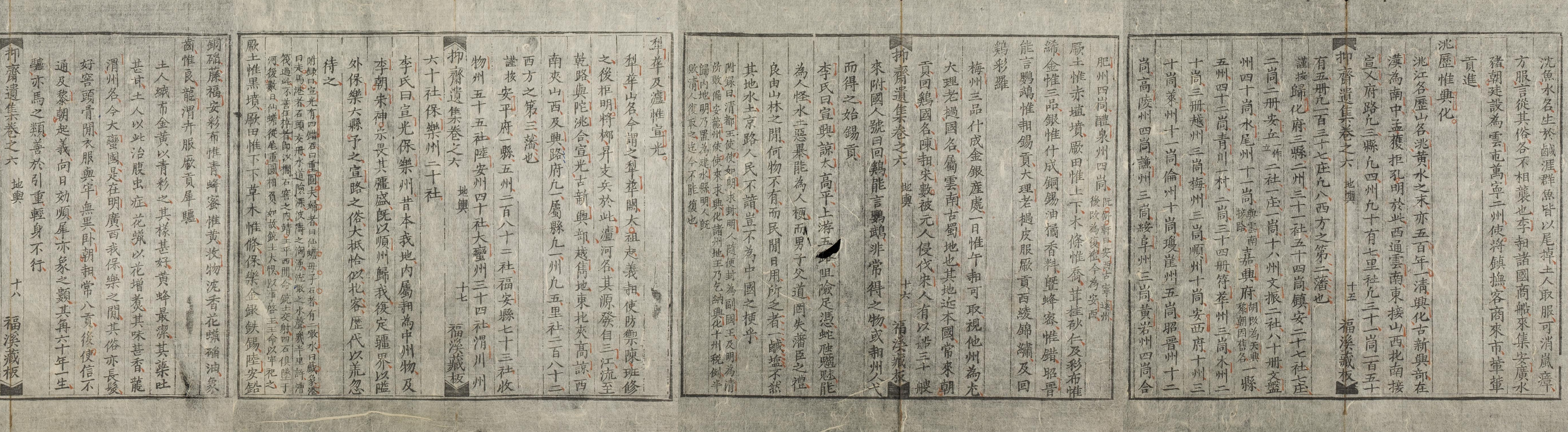
Ức Trai di tập, Quyển 6 trang 15-18, địa dư chí viết về Hưng Hóa và Tuyên Quang.

## Cương vực tỉnh Hưng Hóa nhà Nguyễn

Vài trang sách Đại Việt địa dư toàn biên, Nguyễn Văn Siêu, viết về phủ An Tây tỉnh Hưng Hóa.

Tỉnh Hưng Hóa nhà Nguyễn gồm các châu, huyện: Tam Nông, Thanh Sơn, Thanh Thủy, Mai (châu), Đà Bắc, Phù Yên (Phù Hoa), Mộc (châu), Yên (châu), Mai Sơn, Sơn La, Thuận (châu), Quỳnh Nhai, Luân (châu), Tuần Giáo (Mường Quay), Lai (châu), Ninh Biên (nay là Điện Biên Phủ, huyện Điện Biên tỉnh Điện Biên), Yên Lập, Văn Chấn, Trấn Yên, Văn Bàn, Chiêu Tấn, Thủy Vĩ.
- Châu Ninh Biên thuộc phủ Gia Hưng, bắt đầu thuộc lãnh thổ Việt Nam từ năm 1775 thời Lê trung hưng, đến năm Thiệu trị thứ nhất (1841) tách ra thuộc phủ Điện Biên. Ninh Biên tiếp giáp châu Tuần Giáo ở phía Đông, phía Tây giáp nước Nam Chưởng và huyện Trình Cố tỉnh Thanh Hóa thời nhà Nguyễn, phía Bắc giáp châu Lai.[8] Ninh Biên gồm các động (đơn vị cấp làng xã): Mường Thanh, Mường Tôn, Mường Lạo, Mường Tiên, Mường Viên.[9]
- Châu Lai tức Lai (châu) thuộc phủ An Tây đến năm 1841 tách ra thuộc phủ Điện Biên, (nay là phần đất thuộc huyện Nậm Nhùn tỉnh Lai Châu, thị xã Lai Châu cũ, Mường Chà tỉnh Điện Biên) tiếp giáp châu Quỳnh Nhai và châu Luân ở phía Đông, phía Nam giáp châu Ninh Biên và nước Ai Lao, phía Tây giáp huyện Kiến Thủy phủ Lâm An (臨安府) tỉnh Vân Nam Trung Quốc thời nhà Thanh và sông Cửu Long (theo Hưng Hóa kỷ lược), phía Bắc giáp châu Quảng Lăng của Trung Quốc và sông Kim Tử thuộc châu Chiêu Tấn.[8] (Sông Kim Tử là Kim Thủy Hà (金水河) nay thuộc Vân Nam Trung Quốc. Sông Cửu Long ở đây có lẽ là sông Nam Ou chi lưu của Mekong ở bắc Lào.) Đầu thế kỷ 19 Châu Lai gồm 2 động Thạch Bi và Hoài Lai.[9]
- châu Chiêu Tấn thuộc phủ An Tây trong suốt thời nhà Nguyễn (nay là vùng đất các huyện thị Phong Thổ, Tam Đường, Sìn Hồ, Lai Châu tỉnh Lai Châu, huyện Bát Xát tỉnh Lào Cai). Châu Chiêu Tấn tiếp giáp châu Văn Bàn ở phía Đông, châu Thủy Vĩ ở phía Bắc, phía Tây giáp châu Quảng Lăng nhà Thanh Trung Quốc, phía Nam giáp châu Lai, châu Sơn La.[10] Chiêu Tấn gồm các đơn vị cấp làng xã: Thanh Quý, Minh Lang, Phong Thu (tức thị trấn Phong Thổ nay là thị xã Lai Châu mới), Bình Lư, Ngọ Phúc, Ly Bô, Hồng Lương, Dương Đạt, Than Nguyên.[9] Theo Phạm Thận Duật: châu Chiêu Tấn nguyên gồm 12 động, năm Minh Mạng 19 (1838) đổi động thành xã cụ thể động Hồng Lương thành xã Lương thiện, đặt thêm 2 trại: Lang Nam, Thân Thuộc. Và chia vào 2 tổng: tổng Dương Đạt (gồm: Dương Đạt, Hương Ly, Ngọ Phú, Minh Lương), tổng Phong Thu (gồm: Phong Thu, Thanh Quý, Lương Thiện, Bình Lô, Lang Nam, Thân Thuộc)
- châu Thủy Vĩ phủ Quy Hóa (nay là đất thuộc thành phố Lào Cai, các huyện thị Bảo Thắng, Mường Khương, Si Ma Cai tỉnh Lào Cai). Châu Thủy Vĩ tiếp giáp châu Lục Yên (thuộc tỉnh Tuyên Quang thời nhà Nguyễn, nay thuộc các tỉnh Yên Bái, Hà Giang) ở phía Đông, châu Văn Bàn ở phía Nam và Tây, phía Bắc giáp huyện Văn Sơn phủ Khai Hóa Trung Quốc (các cửa khẩu Hà Khẩu, Nam Phố, Xuân Lý).[10] Thủy Vĩ gồm các đơn vị cấp làng xã: Sơn Yên, Hoàng Lạn, Hương Sơn, Cáo Niên, Hoa Quán, Hạo Niên, Gia Phú, Cam Đường, Ngọc Uyển.[11]
- Luân Châu, đầu thế kỷ 19, thuộc phủ An Tây (năm 1841 đổi thuộc phủ Điện Biên) gồm 3 động (đơn vị làng xã): Đôn Đức, Kim Bảng, Côn Lôn. Theo Phạm Thận Duật: châu Luân, nguyên gọi là châu Loan. Năm 1838 Minh Mạng đổi 3 động (Đôn Đức, Văn Bảng, Côn Lôn) thành xã gộp vào 1 tổng duy nhất là tổng Văn Bản. Luân Châu nay là khoảng địa bàn huyện Tủa Chùa tỉnh Điện Biên.

## Thay đổi hành chính và đổi tên thời Pháp thuộc

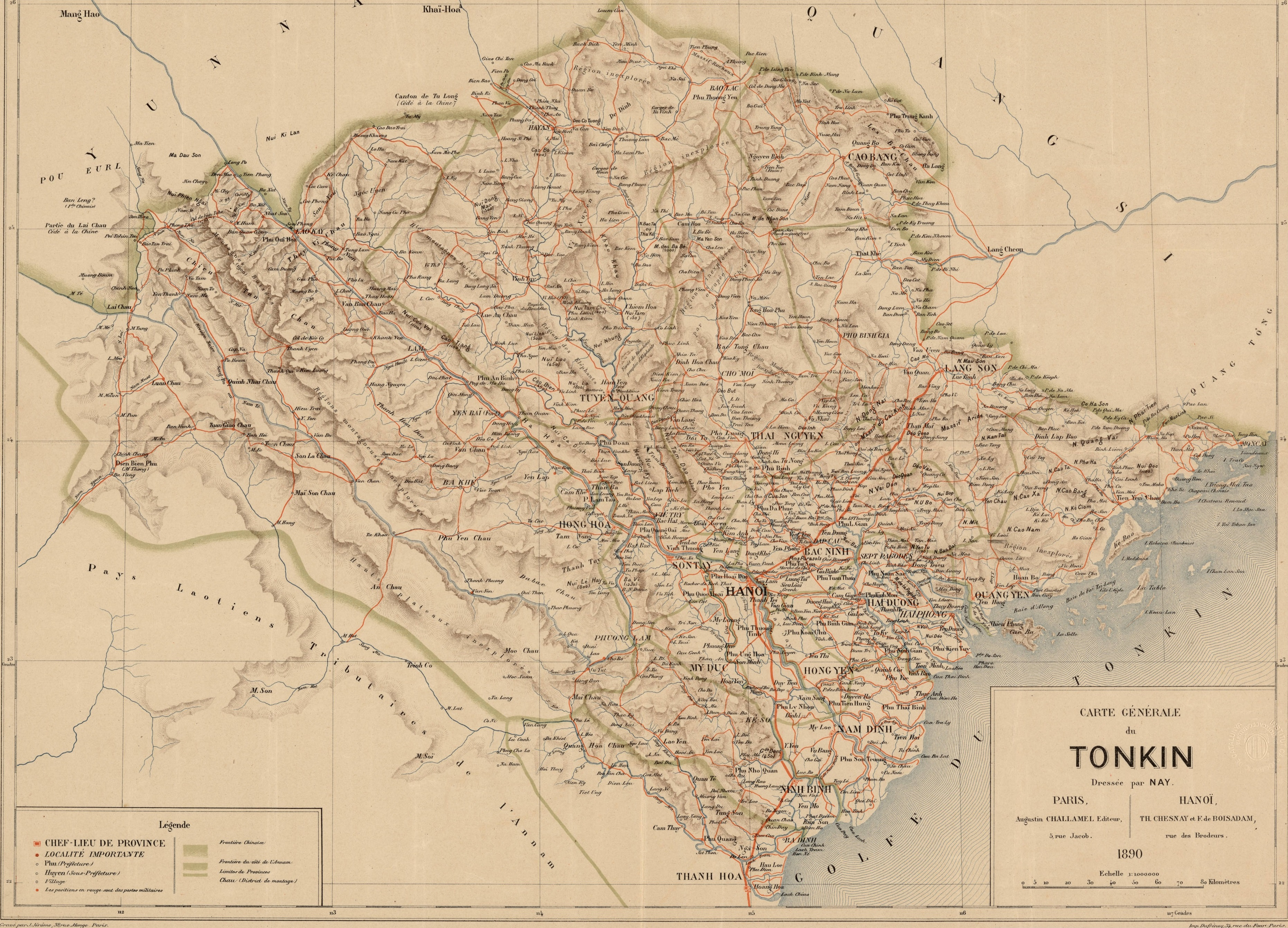
Phân chia tỉnh Hưng Hóa và Biên giới Bắc Kỳ-Trung Quốc (tỉnh Hưng Hóa cũ với tỉnh Vân Nam) trong bản đồ Bắc Kỳ năm 1890

Tháng 4 năm 1884, quân Pháp dưới sự chỉ huy của Thiếu tướng Brière de l'Isle mở cuộc hành binh đánh lấy thành Hưng Hóa. Quân nhà Nguyễn cùng quân Cờ Đen thấy không giữ được nên nổi lửa đốt thành rồi bỏ ngỏ đồn lũy, rút lên mạn ngược (khu vực sau là các tỉnh Lai Châu, Lào Cai, Yên Bái). Chiếm được Hưng Hóa, người Pháp cho phân định lại địa giới, cắt thêm những tỉnh mới cùng tiểu quân khu để dễ dàng cai trị: 
- Tháng 5 năm 1886 thành lập tỉnh Chợ Bờ (tức tỉnh Mường, sau đổi thành tỉnh Hòa Bình)
- Ngày 7 tháng 1 năm 1899, thành lập đạo quân binh IV bao gồm Tiểu quân khu Yên Bái và Tiểu quân khu Lào Cai, Tiểu quân khu Vạn Bú...
- Lào Cai là đạo lỵ (về sau đổi thành các tỉnh dân sự như: tỉnh Yên Bái, tỉnh Vạn Bú (sau đổi thành tỉnh Sơn La) đều năm 1895, tỉnh Lào Cai (tháng 7 năm 1907) và tỉnh Lai Châu (tháng 6 năm 1909)...

Sau khi cắt đi 16 châu, 4 phủ và hai huyện Trấn Yên, Văn Chấn để thành lập đạo quan binh IV với các tiểu quân khu, khu quân sự... Tỉnh Hưng Hoá chỉ còn lại huyện Tam Nông và huỵện Thanh Thủy. Toàn quyền Đông Dương đã điều chỉnh một số huyện của tỉnh Sơn Tây sang, cộng với 2 huyện còn lại để thành lập tỉnh Hưng Hoá mới, do Mibielle làm phó công sứ đầu tiên.
Năm 1887, Pháp ký kết với nhà Thanh công ước Pháp-Thanh hoạch định biên giới, quy định cắt toàn bộ khu vực lãnh thổ châu Chiêu Tấn phủ An Tây tỉnh Hưng Hóa nhà Nguyễn (tức là khu vực các huyện Sìn Hồ, Phong Thổ, Tam Đường, Nậm Nhùn tỉnh Lai Châu, huyện Bát Xát tỉnh Lào Cai) về cho nhà Thanh. Khu vực này cùng với khu vực 6 châu phủ An Tây Đại Việt đã mất vào thời nhà Lê là Mường Tè (Tuy Phụ), Mường Nhé (Hoàng Nham), Mường Chà (Khiêm Châu), Hợp Phì, Lễ Tuyền, Tung Lăng, Mường La (Quảng Lăng) vốn là đất thế tập tự trị của dòng họ Đèo người Thái trắng. Châu Chiêu Tấn, đương thời do Đèo Văn Trị cần vương kháng Pháp cai quản, bị Pháp chuyển cho nhà Thanh.

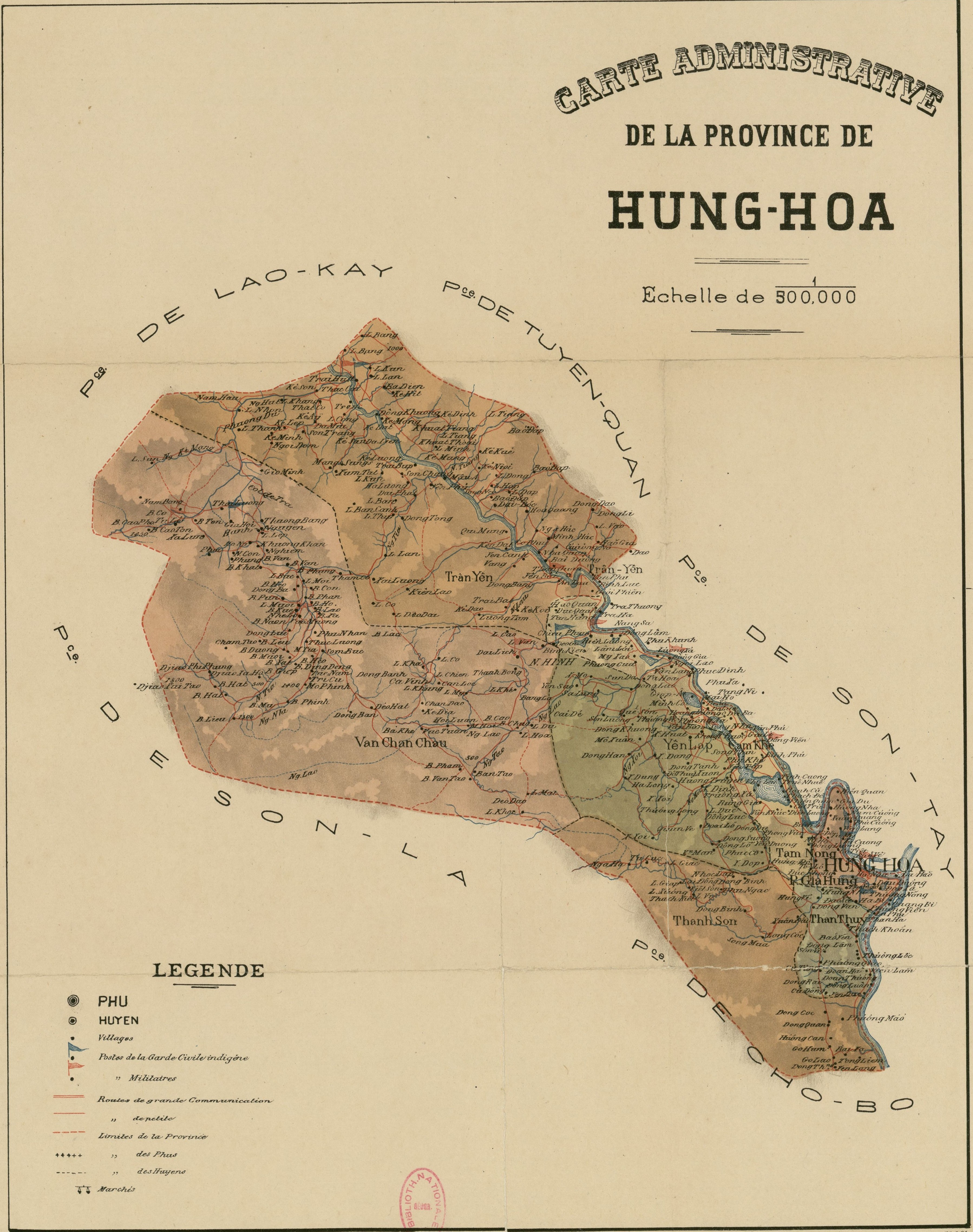
Bản đồ tỉnh Hưng Hóa năm 1891

Ngày 8 tháng 9 năm 1891, ba huyện Sơn Vi, Thanh Ba, Phù Ninh thuộc phủ Lâm Thao, tỉnh Sơn Tây nhập vào tỉnh Hưng Hoá.
Ngày 9 tháng 12 năm 1892, huyện Cẩm Khê thuộc phủ Lâm Thao, tỉnh Sơn Tây nằm trong địa bàn tiểu quân khu Yên Bái nhập về tỉnh Hưng Hoá.
Ngày 5 tháng 6 năm 1893, huyện Hạ Hòa thuộc phủ Lâm Thao, tỉnh Sơn Tây nằm trong địa bàn tiểu quân khu Yên Bái được nhập vào tỉnh Hưng Hoá.
Năm 1895, cùng với sự đầu hàng của Đèo Văn Trị và sự suy yếu của nhà Thanh, Pháp đã ký kết với nhà Thanh công ước hoạch định biên giới sửa đổi, quy định lấy lại phần đất tỉnh Hưng Hóa cũ đã mất cho nhà Thanh trong công ước năm 1887 và lấy thêm các phần đất nay là các huyện Mường Tè tỉnh Lai Châu, Mường Nhé, Mường Chà tỉnh Điện Biên về cho xứ Bắc Kỳ thuộc Pháp. Phần đất các huyện Mường Tè, Mường Nhé, Mường Chà này là một phần (3/6 châu) của 6 châu (Tuy Phụ, Hoàng Nham, Khiêm Châu, Tung Lăng, Lê Tuyền, Hợp Phì) đã mất cho nhà Thanh Trung Quốc từ thời nhà Lê trung hưng, đến suốt thời nhà Tây Sơn và nhà Nguyễn độc lập chưa lấy lại được. Các phần đất này sau nhập vào tỉnh Lai Châu thời Pháp thuộc. Tuy nhiên, đổi lại Pháp cắt cho Trung Quốc phần còn lại sau công ước 1887 của vùng đất Tụ Long Hà Giang, nơi có nhiều mỏ khoáng sản quý.
Ngày 17 tháng 7 năm 1895, hai châu Thanh Sơn và Yên Lập thuộc khu quân sự Đồn Vàng chuyển về tỉnh Hưng Hoá.
Ngày 24 tháng 8 năm 1895, hai huyện Hùng Quan và Ngọc Quan của phủ Đoan Hùng thuộc tiểu quân khu Tuyên Quang; đạo quan binh 3 Yên Bái nhập vào tỉnh Hưng Hoá.

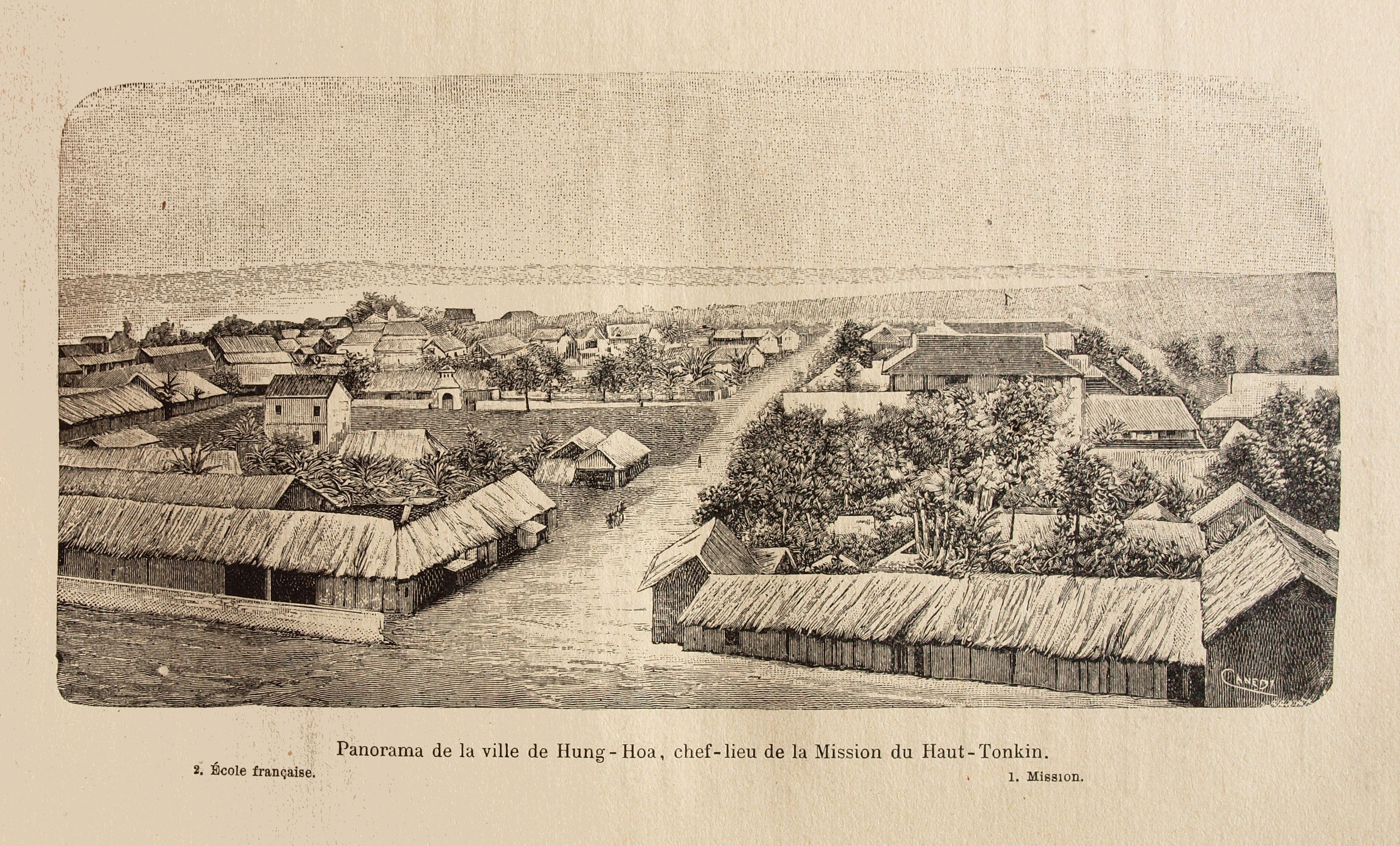
Một ngôi làng ở tỉnh Hưng Hóa vào năm 1899

Năm 1900, thành lập thêm huyện Hạc Trì.
Như vậy tỉnh Hưng Hóa mới gồm 2 phủ, 10 huyện và 2 châu. Trong đó 2 huyện Tam Nông, Thanh Thủy và 2 châu Thanh Sơn, Yên Lập vốn là đất cũ của tỉnh Hưng Hoá; phủ Đoan Hùng với 2 huyện Hùng Quan và Ngọc Quan, phủ Lâm Thao và 6 huyện: Sơn Vi, Thanh Ba, Phù Ninh, Cẩm Khê, Hạ Hòa, Hạc Trì là những phủ, huyện mới từ tỉnh Sơn Tây chuyển sang. Tỉnh lỵ tỉnh Hưng Hoá đặt tại thị xã Hưng Hóa (thành lập ngày 1 tháng 5 năm 1895, vốn là thành Hưng Hóa), đóng tại xã Trúc Khê, huyện Tam Nông (nay là thị trấn Hưng Hóa, huyện Tam Nông, tỉnh Phú Thọ).
Ngày 5 tháng 5 năm 1903, tỉnh Hưng Hóa mới (phần còn lại) được đổi tên thành tỉnh Phú Thọ.